# Balsareny
Balsareny este o localitate în Spania în comunitatea Catalonia în provincia Barcelona. În 2006 avea o populație de 3.310 locuitori.

## Personalități născute aici
- Pedro Casaldáliga (1928 - 2020), episcop, activist.

1. ↑  Nomenclátor Geográfico de Municipios y Entidades de Población (20240402 edition)
2. ↑   https://sarment.blogspot.com/2023/06/gloria-casaldaliga-nova-alcaldessa-de.html Lipsește sau este vid: |title= (ajutor)
3. 1 2   http://www.idescat.cat/pub/?id=aec&n=925&t=2016 Lipsește sau este vid: |title= (ajutor)